# ほと
ほとは古い日本語で女性器の陰門を意味する単語。御陰、陰所、女陰の字を宛てることが多い。
現在ではほぼ死語になっているが、転じて女性器の陰門のような形状、形質（湿地帯など）、陰になる場所の地形をさすための地名として残っている。

## 古事記に見られる記述
古典として最初にホトが登場する文献としては、古事記上巻の一節に、イザナミ（伊耶那美）が神々を創生する文脈で以下の記述が見られる。
次生火之夜藝速男神
（イザナミは）次に ヒノヤギハヤヲノカミ を生みました。
亦名謂火之炫毘古神
またの名を ヒノカガビキコノカミ と謂う。
亦名謂火之迦具土神因生此子
またの名を カグツチノカミ と謂う子でしたが、この（火の神の）子を生んだことによって、
美蕃登見炙而病臥在
（イザナミの）ミホト（＝美しい女性器）は火傷してしまい、病気になって伏せてしまいました。
ここでのホトの表記は蕃登となっているが、その後の文献では前述の女性器が焼かれる展開から火門と書いたり、その他、含処、陰、火陰、火戸など様々な表記が見られる。またホトには敵対する勢力（客人神など）を弱める力があるとも考えられていた。
これは、古語は漢字の字面よりもその発音が優先されたためである。

## 地名
日本各地に「ホト」「ホド」の音を持つ様々な表記の地名が残っているが、民俗学者の柳田國男の主張する説によれば、これらは女性器に似た形の地形だったり、女性器に似た特質（湿地帯）を持っていたり、陰ができる土地（「陰」部から）などの特徴から名付けられたとされる。アイヌ語で川や河口を生殖器になぞらえるのと類似している。
「ホト」「ホド」の音を持つ地名は、安寧天皇陵の名前の由来となった地名「美保登」（みほと：奈良県）などがあったが、更に和銅6年（西暦713年）に発令された諸国郡郷名著好字令（全国の地名を好ましい意味の漢字で書きなさいという命令）などを経ることで表記が変わっていき、例を示すと
保戸
保戸沢（ほどさわ：青森県）、保戸野（ほどの：秋田県）、保戸島（ほとじま：岐阜県、大分県）
保土
保土塚（ほどづか：宮城県）、保土沢（ほどさわ：岩手県、静岡県）、保土原（ほどはら：福島県）、保土ケ谷（ほどがや：神奈川県、保土ケ谷駅は程ヶ谷駅として開業した駅がこの名に変更されたため区名などがこちらで定着）
程
程森（ほどもり：青森県）、程田（ほどた：福島県）、程島（ほどじま：新潟県、栃木県）、程原（ほどわら：島根県、山口県）、程ヶ谷（ほどがや：神奈川県（≒保土ヶ谷））
のような形で全国に散見する。
その他
- 保戸田 - 保戸田氏
- 小保戸遺跡

## 有名な事例
- 畝傍西南御陰井上陵（うねびやまひつじさる「みほと」のいのうえのみささぎ）: 安寧天皇陵
  - 美保登（みほと）: 安寧天皇陵の名前の由来となった地名
  - 御陰井（ほとのい）: 同上
- 保土ケ谷区: 横浜市の地名。柳田國男が「ほどがや」の「ほど」は「ホト」に由来するという説をとった際の有名な例。